# West Coast Main Line
De West Coast Main Line (WCML) is een bundel van spoorwegen in Groot-Brittannië tussen Londen en Glasgow, langs de westkust van Engeland en Schotland. De WCML is de ruggengraat van het Britse spoorwegnet voor reizigersvervoer. Het verbindt Greater London, de West Midlands, het noordwesten van Engeland, Noord-Wales en de Central Belt van Schotland. Via de North Wales Coast Line geeft het ook aansluiting op de havenstad Holyhead en van daaruit op Dublin. Grote delen van de lijn zijn opgewaardeerd om een maximumsnelheid van 200 km/uur mogelijk te maken.
In het gebied dat door de WCML bediend wordt wonen meer dan 18 miljoen mensen. Op de sporen van de WCML rijden zowel lange-afstandstreinen (bijvoorbeeld Londen-Glasgow) als voorstadstreinen (bijvoorbeeld in Londen, Birmingham, Manchester en Glasgow). In 2008 had de WCML 75 miljoen passagiers.
De WCML is tevens een van de drukste vrachtroutes in Europa, met 43% van het Britse vrachtvervoer per spoor. De lijn is verklaard tot Trans-European Networks (TENS) route.

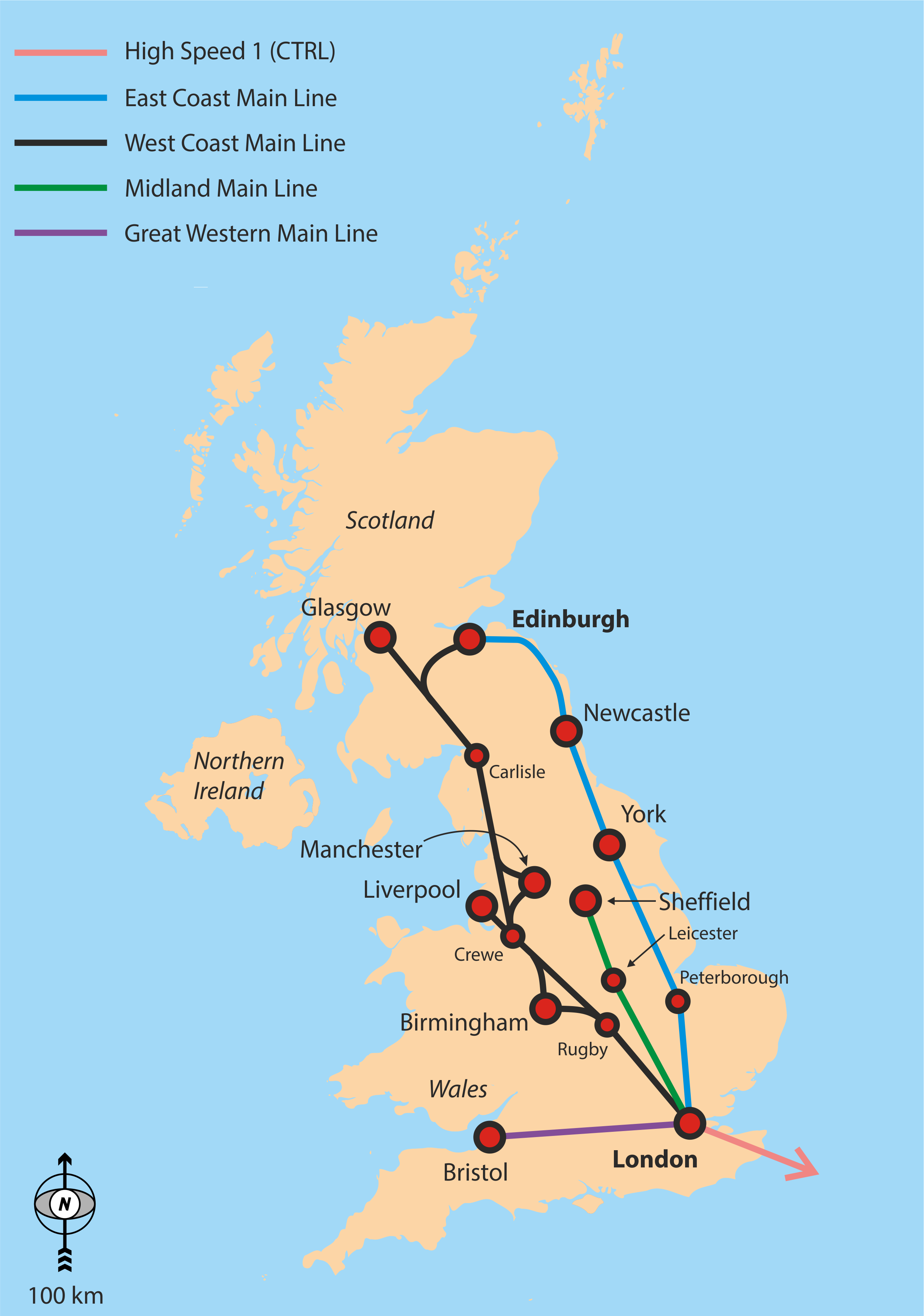
Versimpeld overzicht van de WCML (zwart)

## Geografie
De kern van de WCML is de 642 km lange spoorlijn tussen Station London Euston en Station Glasgow Central. Een ingewikkeld systeem van af- en aantakkingen geeft aansluiting op bijvoorbeeld Manchester, Liverpool en Edinburgh (de snelste route van Londen naar Edinburgh loopt via de East Coast Main Line). Dit netwerk is niet in één keer ontworpen; het is gegroeid uit diverse lijnen en kleinere netwerken die door verschillende maatschappijen waren gebouwd. Door tegenwerking van landeigenaren langs de route maken de lijnen soms bochten om landgoederen te ontwijken. Ook het landschap, zoals de Chiltern Hills en de bergen van Cumbria, maakte op sommige plaatsen een bochtig verloop noodzakelijk. Daardoor is de WCML niet ideaal voor hoge snelheden. Het gebruik van kantelbaktreinen heeft hogere snelheden mogelijk gemaakt.

## Geschiedenis
Het eerste deel van wat nu de WCML heet was de Grand Junction Railway, die Liverpool en Manchester verbond met Birmingham, en die geopend werd in 1837. In 1838 volgde de London and Birmingham Railway. Samen met de Trent Valley Railway en de Manchester and Birmingham Railway vormden deze de London and North Western Railway, die vervolgens nog de North Union Railway, Lancaster and Preston Junction Railway, en Lancaster and Carlisle Railway overnam. Vanaf 1850 reden er doorgaande treinen via het netwerk van de Caledonian Railway in 12½ uur van Londen naar Glasgow.
Om de capaciteit te vergroten werd het traject tussen Londen en Rugby in de jaren 1870 uitgebreid naar 4 sporen.
Het ernstigste spoorwegongeluk in de Britse geschiedenis, de Quintinshill rail disaster, gebeurde op de WCML op 22 mei 1915 tussen Glasgow Central en Carlisle. Bij deze ramp vielen 227 doden.
De huidige WCML kwam in zijn geheel onder controle van de London, Midland and Scottish Railway (LMS) op 1 januari 1923, toen het aantal spoorwegbedrijven in Groot-Brittannië werd teruggebracht tot 4. Er ontstond concurrentie met de East Coast Main Line om het vervoer tussen Londen en Schotland. In 1937 deed de Coronation Scot het traject Londen-Glasgow in 6 uur en 30 minuten. In de jaren 1950 liep de reistijd op tot meer dan 7 uur.
In 1947 werden de Britse spoorwegen genationaliseerd en kwam de WCML onder de controle van British Railways. Volgens het moderniseringsplan van British Rail uit 1955 werd de lijn tussen 1959 en 1974 stapsgewijs geëlektrificeerd en verbeterd. Snelle elektrische treinen verkortten de reistijd aanzienlijk. Verschillende klassieke stationsgebouwen werden gesloopt en vervangen door nieuwbouw met veel glas en staal.

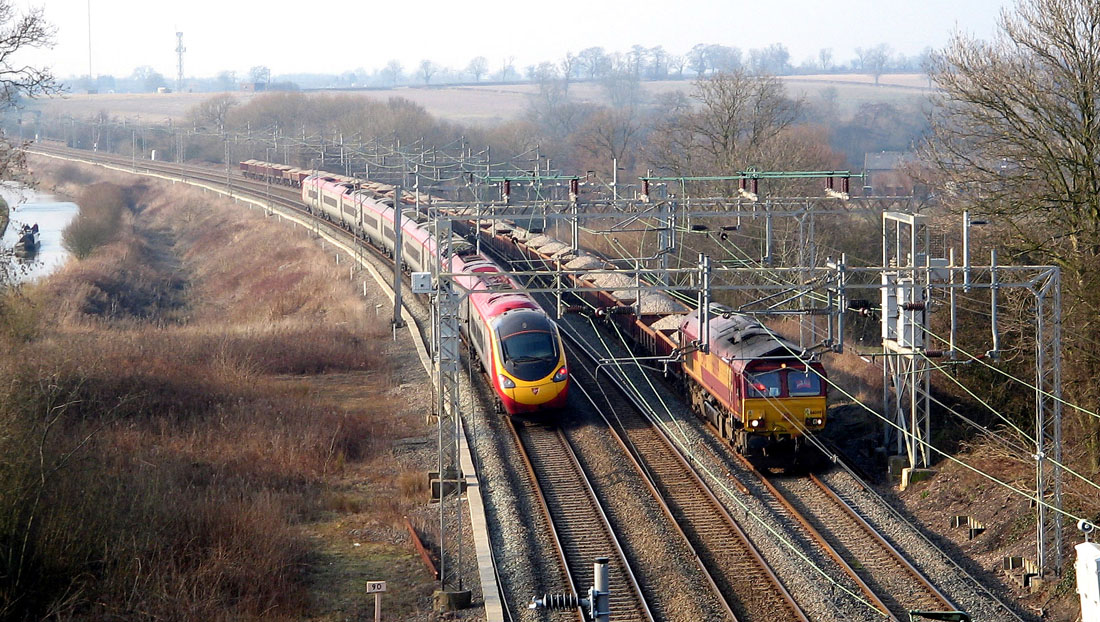
Een Pendolino en een goederentrein op een driesporig deel van de WCML

Voorstellen in de jaren 1970 en 1980 om kantelbaktreinen te introduceren en het spoor verder te verbeteren werden niet uitgevoerd. Na de privatisering van de Britse spoorwegen kwamen de nieuwe beheerder, Railtrack, en de nieuwe gebruiker, Virgin Trains, met een nieuw plan. De lijn werd geschikt gemaakt voor snelheden tot 200 km/uur en er kwamen Class 390 Pendolino kantelbaktreinen om snel door de scherpe bochten te kunnen rijden. Sinds december 2005 is de reistijd tussen Londen en Glasgow teruggebracht tot 4 uur en 25 minuten. In december 2008 was de modernisering van de gehele lijn voltooid, waardoor een frequentere dienstregeling kon worden ingevoerd en de reistijden iets verkort konden worden.

## Eigenaar en gebruikers
De eigenaar van het netwerk is Network Rail. Gebruikers zijn
- Virgin Trains
- East Coast
- London Midland
- New Southern Railway
- CrossCountry
- TransPennine Express
- Northern Rail
- Arriva Trains Wales
- First ScotRail
- DB Schenker Rail Ltd
- GB Railfreight
- Freightliner Ltd
- Direct Rail Services Ltd (DRS)

Treintypen die gebruikt worden zijn
- Class 390 "Pendolino"
- Class 90
- Class 91
- Class 142 Pacer
- Class 150 Sprinter
- Class 153
- Class 156 SuperSprinter
- Class 158
- Class 175 "Coradia"
- Class 185 "Pennine"
- Class 221 "Super Voyager"
- Class 220 "Voyager"
- Class 318
- Class 321
- Class 334 "Juniper"
- Class 350 "Desiro"
- Class 377 "Electrostar"

Het omgrenzingsprofiel is het Britse W10.

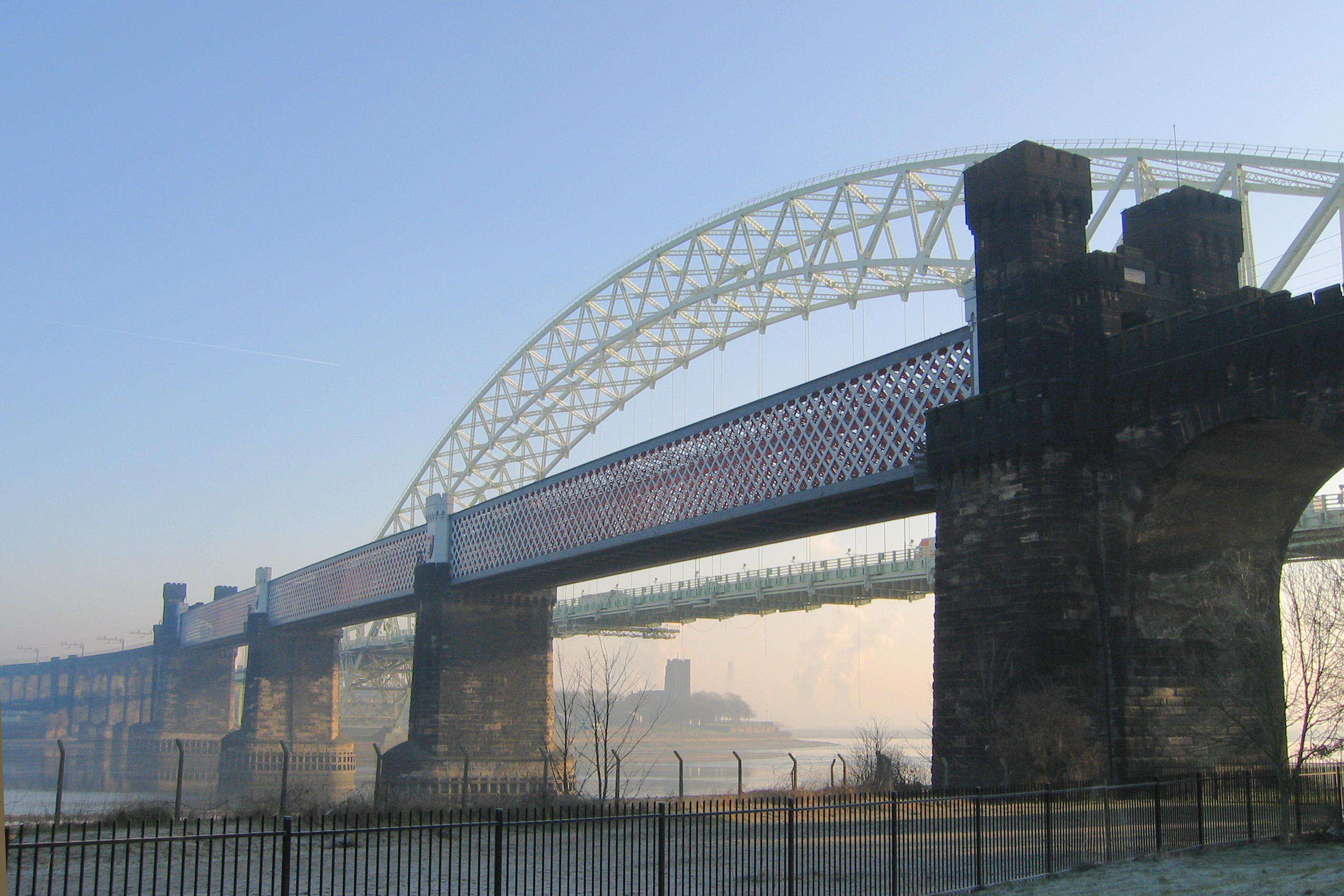
Runcorn Bridge in de aftakking naar Liverpool